# Padah-Lin

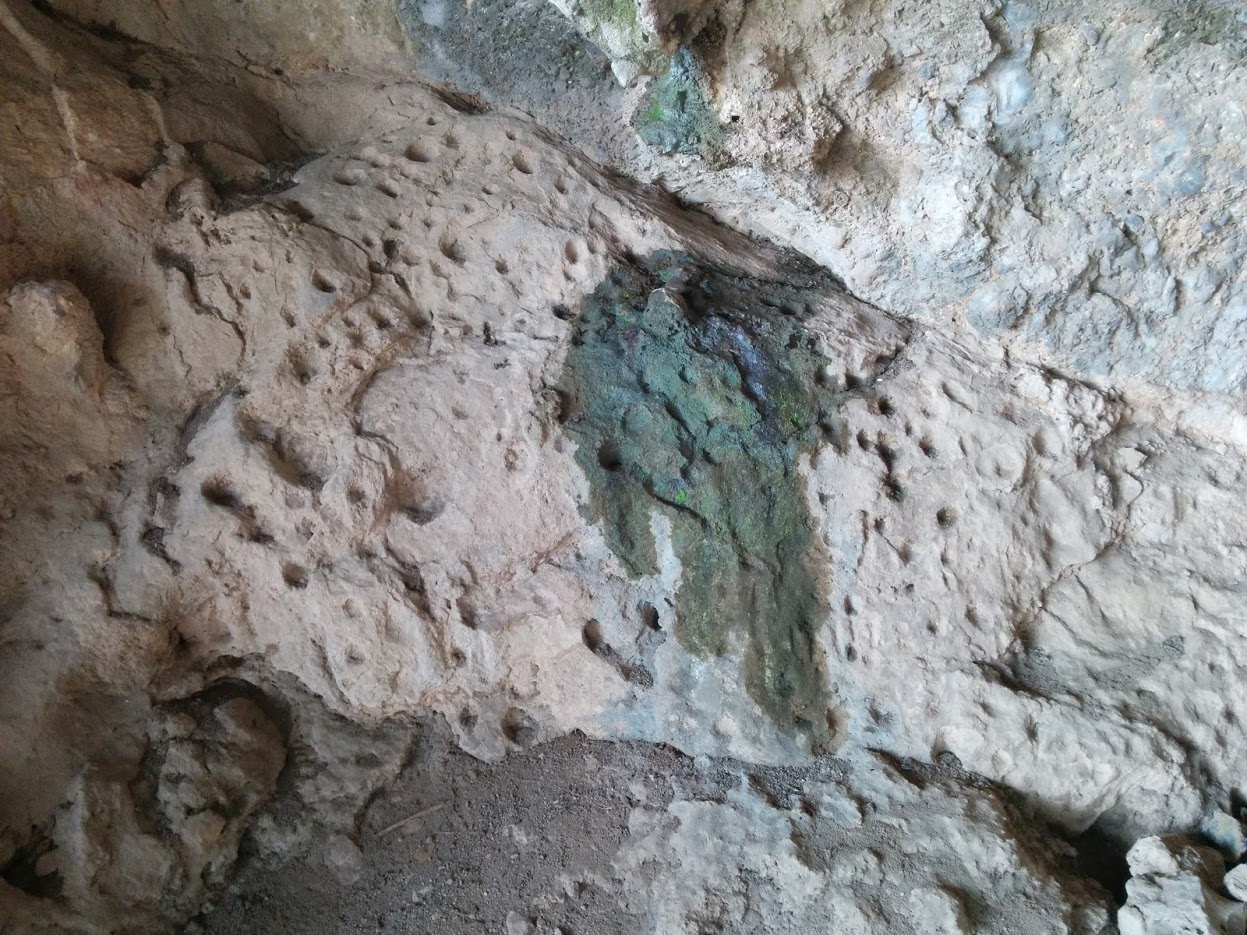
Kopulasty artefakt na ścianie jaskini

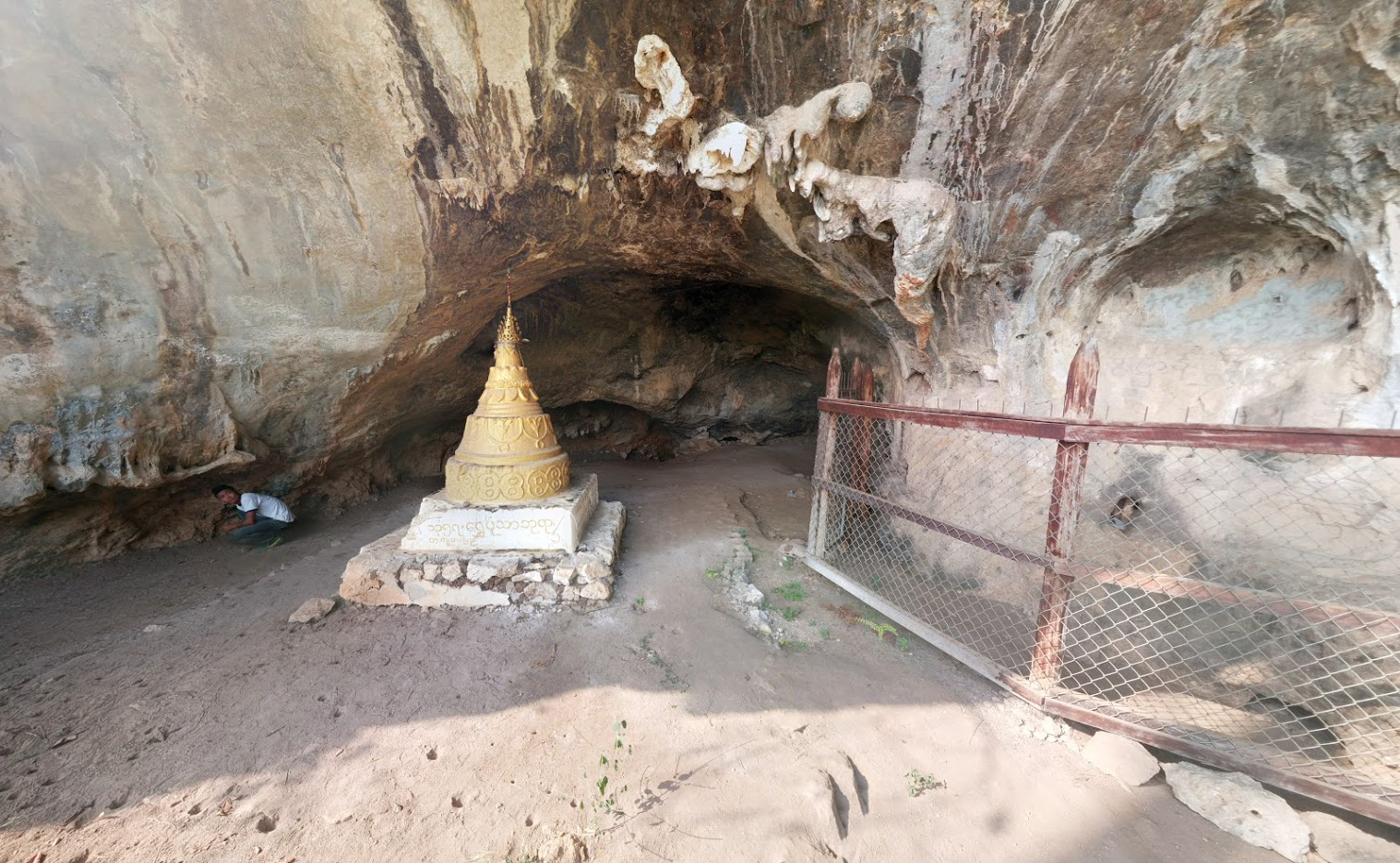
Buddyjska stupa w jaskini

Padah-Lin (także Padalin lub Badalin) – jaskinie krasowe w stanie Szan w Mjanmie (dawniej Birma). Położone są w pobliżu ścieżki z Nyaunggyat do Yebock, na zboczu góry Nwalabo. Znajdują się tam dwie jaskinie. Mniejsza z nich to schronisko skalne, a większa składa się z dziewięciu komór połączonych wąskimi przejściami i kilku aktywnych nacieków jaskiniowych.

## Historia
Powierzchowne badanie jaskiń zostało przeprowadzone przez American South-East Expedition dla Early Man w latach 1937–1938, a geolog U Khin Maung Kyaw w 1960 roku odkrył w jaskiniach malowidła. W latach 1969–1972 rząd Birmy zorganizował szersze badania, a w roku 2004 odbyła się kolejna wyprawa.
4 października 1996 roku jaskinie zostały wpisane na listę informacyjną Centrum Światowego Dziedzictwa UNESCO w kategorii kultury i oczekują na nominację do wpisu na listę światowego dziedzictwa UNESCO.

## Opis
Podczas prac wykopaliskowych prowadzonych w schronisku skalnym w latach 1969–1972 odkryto kawałki węgla drzewnego i kości, dla których datowanie metodą C-14 dało różne wyniki, od 1750 do 13 000 roku p.n.e. Odkryto wtedy także ponad 1600 kamiennych artefaktów, a także wiele innych kawałków kości i czerwonej ochry.
Obecnie przyjmuje się, że jaskinie były zamieszkane pomiędzy 10 tys. a 6 tys. lat p.n.e., zarówno w okresie paleolitu, jak i neolitu.
W schronisku skalnym odkryto 14 ochrowych malowideł ludzkich rąk, zwierząt i motywów symbolicznych, sprzed ok. 13 tys. lat. Na ścianach jaskini znajduje się około 300 artefaktów w kopulastym kształcie.